# Isaac Cardoso
Isaac Cardoso (Trancoso, Portugal, 1603 ou 1604 - Verona, Itália, 1683) foi um médico, filósofo e autor judeu sefardita português, que exerceu como médico da corte real espanhola e publicou várias obras de Cosmogonia, Física, Medicina, Filosofia, Teologia e Ciências Naturais.

## Vida
Nascido Francisco Cardoso em Trancoso, na província portuguesa da Beira Alta, era filho de pais marranos, convertidos compulsoriamente ao cristianismo durante a Inquisição Portuguesa. Em 1610 partiu com a sua família para Espanha, onde posteriormente estudou Medicina, Filosofia e Teologia na Universidade de Salamanca, tendo também obtido um grau de bacharel em Arte e começado a exercer medicina em Valhadolide, onde publicou, em 1632, várias composições laudatórias (peças musicais, literárias ou discursivas que visam elogiar, exaltar ou glorificar algo ou alguém), nomeadamente sobre as obras Panegírico del color verde (Panegírico da cor verde) do capitão Villarreal, ao qual dedicou à poeta sefardita espanhola Isabel Henriques, e Vesubio (Vesúvio) de Quiñones, o qual tentava apurar as causas da erupção do vulcão de 1631. 
Partindo para Madrid, abriu consultório próprio e destacou-se com um opúsculo sobre a febre e um tratado de hidroterapia, escrito em latim, sobre as Utilidades del agua y de la nieve, del beber frío y caliente (Utilidades da água e da neve, do beber frio e quente), impresso em 1637 e dedicado a Filipe IV de Espanha, com as doutrinas do médico sevilhano Nicolás Monardes. Durante o mesmo período, compôs um discurso fúnebre a Félix Lope de Vega, que dedicou ao ducado de Sessa, e uma dissertação sobre a origem e restauração do mundo. Destacando-se pelos seus conhecimentos na capital espanhola, ainda durante a década de 1630, foi nomeado médico chefe da corte do rei de Espanha, contudo, entre 1645 e 1648, pouco após a queda do Conde-Duque de Olivares, protetor dos judeus sefarditas, viu-se obrigado a fugir do país, sendo perseguido pela Inquisição Espanhola por ser criptojudeu. Receando pela sua vida, partiu para Verona, onde residia o seu irmão Miguel Cardoso, que também estudara Medicina.
Na sinagoga de Veneza, abraçou a fé dos seus antepassados e mudou o seu nome de Fernando para Isaac Cardoso, revelando no entanto um pensamento crítico quando abordava a religião e criticava os movimentos de renovação judaica, como o misticismo da Cabala. Desde então, as suas obras, que já revelavam ideias progressistas e analíticas, causaram bastante polémica não só nos circulos científicos, filosóficos e religiosos, tendo confrontado Shabtai Tzvi, fundador da seita judaica dos sabatianos que se autoproclamava de messias e tinha conseguido converter o seu irmão Miguel, que entretanto adoptara o nome Abraão Miguel Cardoso, ridicularizando a doutrina pitagórica da transmigração das almas.
Apesar de ter publicado vários textos, é ainda hoje reconhecido por ter publicado um tratado abrangente de Cosmogonia, Física, Medicina, Filosofia, Teologia e Ciências Naturais, impresso em Veneza em 1673 e dedicado à sua República, sob o título de Philosophia Libera in Septem Libros Distributa in quibus omnia, quae ad Philosophum Naturalem spectant, methodice colliguntur et accurate disputantur. Opus non solum Medicis et Philosophis, sed omnium disciplinarum studiosis utilissimum, sendo o título justificado pela sua afirmação de que "a uma cidade livre deve dedicar-se também uma filosofia livre". Na obra, criticava Aristóteles e declarava-se discípulo não servil de Vives, Pere d'Olesa, Gómez Pereira, Francisco Vallés, Telesio e Tommaso Campanella, demonstrando conhecer os sistemas de Descartes, Gassendi, Maignan e Beligardo para além de encorporar ensinamentos e estudos religiosos de Santo Tomás de Aquino, Francisco Suárez, Francisco de Oviedo, Hurtado de Mendoza, Toledo, Gabriel Vázquez e outros. Apresentava conhecimentos de física atomista, considerando que a matéria é composta de átomos, ecletismo e erudição filosófica, tendo sido um dos primeiros a escrever que as cores não residiam nos objetos, mas eram compostos pela própria luz refratada, refletida e disposta. Em contrapartida, influenciado por tendências nominalistas e empíricas, negou que se distinguissem da substância muitos acidentes entitativos, como a quantidade e a figura ou ainda o sistema heliocêntrico.
Quaenam igitur secta complectenda? — Nulla. — Quis philosophus sequendus? — Nullus et omnes. Sapientem namque oportet in nullius jurare verba magistri, quid proprius rationi ac verosimilius appareat.

[Tradução]: "A que seita, pois, devemos aderir? A nenhuma. Que filósofo devemos seguir? A todos e a nenhum, pois o sábio não deve jurar pelas palavras de mestre algum, mas escolher o que for mais conforme à razão e ao mais verosímil."— Isaac Cardoso
Em 1652, fixou-se com a esposa e uma biblioteca de mais de 6.000 volumes de obras para o gueto de Verona, onde exerceu Medicina até à sua morte, em 1683.

## Legado
Em Trancoso, existe um centro de interpretação com o seu nome.

## Obras
- De Febri Syncopali, Madrid, 1634;
- Utilidade del agua y de la nieve, del beber frio y caliente, 1637;
- Oración fúnebre en la muerte de Lope de Vega, ingenio laureado de las Musas, prodigiosa maravilla de España, eterna admiración de las edades;
- Si el parto de 13 y 14 meses es natural y legitimo, 1640;
- Philosophia Libera in Septem Libros Distributa in quibus omnia, quae ad Philosophum Naturalem spectant, methodice colliguntur et accurate disputantur. Opus non solum Medicis et Philosophis, sed omnium disciplinarum studiosis utilissimum, Veneza, 1673;
- Las excelencias y calumnias de los Hebreos, Amesterdão, 1679;[19]
- Varias Poesías, 1680[20]